# Vernet-la-Varenne
Vernet-la-Varenne är en kommun i departementet Puy-de-Dôme i regionen Auvergne-Rhône-Alpes i centrala Frankrike. Kommunen ligger i kantonen Sauxillanges som tillhör arrondissementet Issoire. År 2018 hade Vernet-la-Varenne 646 invånare.

## Befolkningsutveckling
Antalet invånare i kommunen Vernet-la-Varenne
| Referens: INSEE |